# Piąty rząd Viktora Orbána
Piąty rząd Viktora Orbána (węg. Ötödik Orbán-kormány) – rząd Węgier funkcjonujący od 24 maja 2022. Zastąpił czwarty gabinet tego samego premiera.

## Historia
Gabinet powstał po wyborach parlamentarnych w 2022, w których Fidesz w koalicji z ugrupowaniem KDNP po raz czwarty z rzędu uzyskał większość w Zgromadzeniu Narodowym. W konsekwencji Viktor Orbán po raz piąty w historii i po raz czwarty z rzędu został wybrany na premiera – 16 maja 2022 zatwierdził go krajowy parlament, a cały gabinet po zaprzysiężeniu rozpoczął urzędowanie w następnym tygodniu.

## Skład rządu
- Premier: Viktor Orbán (Fidesz)[1]
- Wicepremier i minister bez teki: Zsolt Semjén (KDNP)
- Minister finansów: Mihály Varga (Fidesz, do 31 grudnia 2024)[4][5]
- Minister spraw wewnętrznych: Sándor Pintér (bezp.)
- Szef Kancelarii Premiera: Gergely Gulyás (Fidesz)
- Szef Gabinetu Premiera: Antal Rogán (Fidesz)
- Minister spraw zagranicznych i handlu: Péter Szijjártó (Fidesz)
- Minister sprawiedliwości: Judit Varga (Fidesz, do 31 lipca 2023), Bence Tuzson (Fidesz, od 1 sierpnia 2023)[6]
- Minister kultury i innowacji: János Csák (bezp., do 30 czerwca 2024), Balázs Hankó (bezp., od 1 lipca 2024)[7]
- Minister przemysłu i technologii: László Palkovics (bezp., do 13 listopada 2022)
- Minister energii: Csaba Lantos (bezp., od 1 grudnia 2022)
- Minister rolnictwa: István Nagy (Fidesz)
- Minister obrony: Kristóf Szalay-Bobrovniczky (bezp.)
- Minister budownictwa i transportu[8]: János Lázár (Fidesz)
- Minister gospodarki narodowej[9]: Márton Nagy (bezp.)
- Minister administracji publicznej i rozwoju terytorialnego[10]: Tibor Navracsics (Fidesz[11])
- Minister ds. Unii Europejskiej: János Bóka (bezp., od 1 sierpnia 2023)[6]